# Chézine
Chézine – rzeka we Francji, przepływająca przez teren departamentu Loara Atlantycka, o długości 16,7 km. Stanowi prawy dopływ rzeki Loary.